# Louis-Félix Despréaux
Louis-Félix Despréaux (París, 17 d'abril de 1746 - idm. 1813) fou un músic francès.
Formà part de les orquestres de l'Òpera, i dels Concerts Spirituels i més tard fou professor del Conservatori.
A més de nombrosos preludis, exercicis i sonates per a piano, va escriure les obres didàctiques Cours d'éducation pour le piano, i Cartes musicales pour aprendre la musique aux enfants.
Pels llocs i dades coincidents, podria ser que Louis-Félix fou germà del també músic, ballarí i dramaturg Jean-Étienne (1748-1820).